# ميخائيل ألبرت
ميخائيل ألبرت (بالإنجليزية: Michael Albert) هو صحفي وكاتب واقتصادي أمريكي، ولد في 8 أبريل 1947 في الولايات المتحدة.

## وصلات خارجية
- ميخائيل ألبرت على موقع ميوزك برينز (الإنجليزية)